# لئونگ چون-یینگ
نامِ چینیزبان‌های چینی梁振英
لئونگ چون-یینگ (انگلیسی: Leung Chun-ying؛ زادهٔ ۱۲ اوت ۱۹۵۴) یک سیاست‌مدار اهل هنگ کنگ است.